# SV Wanhatti
SV Wanhatti is een Surinaamse voetbalclub uit Wanhatti in het district Marowijne. De thuiswedstrijden worden in het George Deul Stadion in Paramaribo gespeeld.
De club komt uit in de competitie van de Kwatta Sport Bond. In het seizoen 2018-19 werd Wanhatti semikampioen, waarna de club het openingsduel speelde tijdens het Lidbondentoernooi.